# Georges Picot

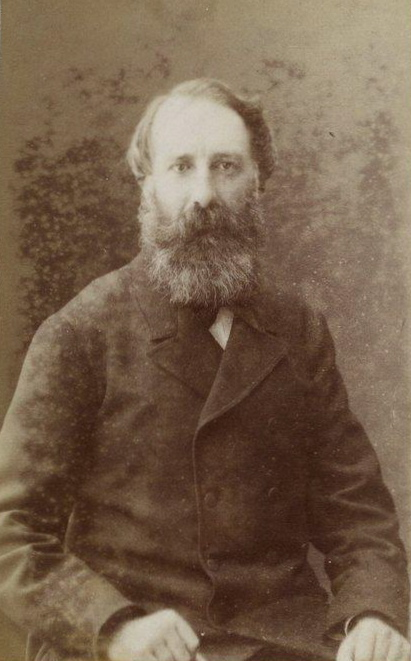
Georges Picot.

Georges-Marie-René Picot, född den 24 december 1838 i Paris, död den 16 augusti 1909, var en fransk historiker och rättslärd, far till diplomaten François Georges-Picot.
Picot tjänstgjorde från 1865 vid Seinetribunalet och var 1877-79 direktör i justitieministeriet. Utom avhandlingar av juridiskt innehåll utgav Picot Histoire des États généraux et leur influence sur le gouvernement de la France de 1355 à 1614 (4 band, 1872; 2:a upplagan 1888), ett arbete, som 1873 och 1874 av Franska akademien belönades med det stora Gobertska priset, Le parlement de Paris sous Charles VIII (1877), Étienne Marcel (1880), Dufaure (1883), Un devoir social et les logements d'ouvriers (1885), Études d'histoire contemporaine (2 band, 1907) med mera. Picot var en av de främsta medarbetarna i tidningen "Le parlement" (vänstra centerns organ) och blev 1878 ledamot av Institutet, där han 1896 efterträdde Jules Simon som ständig sekreterare.